# 时光辉
时光辉（1970年1月—），中华人民共和国政治人物，安徽阜阳人，中国共产党党员。同济大学毕业，大学学历，高级工程师。曾任上海市人民政府副市长，中共贵州省委副书记、政法委书记等职务。现任中共第二十届中央候补委员，内蒙古自治区党委副书记、政法委书记。

## 生平

### 早年经历
时光辉高中就读于安徽省阜阳市第三中学。1987年，考入同济大学道路与交通工程系公路与城市道路专业学习。
1991年大学毕业后，时光辉留在上海工作，加入上海市市政第二公司宝钢分公司，成为一名施工员。1992年10月，任助理工程师。1993年7月，加入中国共产党。1993年11月，时光辉开始在分公司行政岗位上工作，担任质监科科长；1995年2月，任分公司副经理。1997年1月，时光辉调入市政二公司总部工作，任经理助理；一个月后，随即出任副总经理。1998年9月至1999年3月，在上海市委组织部第4期管理干部中长期出国培训班学习。2001年1月，时光辉担任上海市市政工程建设发展有限公司总经理，同年5月兼任市政工程建设处处长。2002年9月至2003年1月，在上海市委党校第24期中青年干部培训班学习。2003年4月，进入上海市市政工程管理局，担任计划财务处处长，2004年2月兼任专营项目管理办公室主任。
2005年5月，时光辉任市政工程管理局副局长，此后开始进入政界。进入而立之年之后，时光辉于2006年11月调任静安区担任区委常委、副区长，其后在2008年6月转任奉贤区区委副书记、区长。2009年2月至2010年2月，兼任上海临港新城管委会副主任。2011年8月，时光辉升任中共奉贤区委书记。
2013年2月1日，他在上海市十四届人大一次会议第四次全体会议上当选为上海市人民政府副市长，时光辉由此成为中华人民共和国文职官员之中首位“70后”省部级副职官员。2013年4月至2017年10月，兼任上海行政学院院长。2017年10月起，兼任虹桥商务区管委会主任、临港地区开发建设管委会主任。

### 贵州省
2018年11月20日，时光辉调入贵州工作，任中共贵州省委常委、政法委书记。2019年3月，兼任贵州省法学会会长。2022年4月28日，当选中共贵州省委副书记，成为继中共上海市委副书记诸葛宇杰之后，第二位“70后”省级党委副书记。同年10月22日，时光辉在中共二十大上当选中共中央候补委员。

### 内蒙古自治区
2024年10月，时光辉调任中共内蒙古自治区党委副书记、政法委书记。